# Camp GloTiggy
Camp GloTiggy è il secondo mixtape collaborativo dei rapper statunitensi Chief Keef e Zaytoven, pubblicato il 31 maggio 2019 dalle etichette discografiche Glo Gang e RBC Records.

## Tracce
1. Handles – 3:11
2. Ganga – 3:15
3. Masturbation – 3:24
4. What Was It – 3:50
5. Kool-Aid – 3:48
6. Fat – 3:27
7. Call Me – 3:18
8. Opponent – 3:26
9. Rap About It – 3:01
10. Check It Out – 3:19
11. X-Men – 3:31
12. Old Heads and Regretful Hoes – 2:17
13. South Side – 2:46